# 洋馬
洋馬（日语：ヤンマー），是日本洋馬控股株式會社所領導企業集團總稱，以及工程作業車輛、農業機械、柴油引擎及小型船舶的品牌。

## 沿革
- 1912年－3月，山岡發動機工作所（Yamaoka Hatsudoki Kosakusho）成立，生產煤氣發動機。
- 1920年－11月，農用立形石油發動機試作完成。
- 1921年－3月，商標登錄，農用横形變量式石油發動機製造販售。
- 1925年－輸出石油發動機至中國南部。
- 1928年－1月，設置臺灣臺北辦事處。
- 1929年－5月，設置中國上海辦事處，以「洋馬牌」在江蘇省、浙江省、山東省通路販售。
- 1930年－立形柴油發動機試作完成。
- 1931年－2月，工作所公司化。與中國大連的福昌公司合作，擴展满洲地区販售通路。
- 1935年－1月，與北京的三昌洋行合作，擴展中國北部販售通路。
- 1936年－1月，山岡内燃機株式会社（Yamaoka Nainenki Kabushikigaisha）設立。
- 1940年－11月，山岡內燃機吸收合併山岡發動機工作所。
- 1952年－2月，社名變更洋馬柴油發動機株式會社（Yanmar Diesel Co., Ltd.）[1]。
- 1960年－8月，與臺灣土地銀行合辦的中國農業機械公司在臺北設立。
- 1993年－11月，開設駐中國大陸上海事務所。
- 1994年－9月，在中國大陸江蘇省江陰市成立江蘇洋馬農機有限公司 。
- 1997年－10月，在中國大陸江蘇省無錫市合資成立洋馬農機（中國）有限公司。
- 2001年－9月，在臺灣註冊日商野馬柴油機工程股份有限公司，11月於高雄市正式成立。
- 2002年－7月，洋馬柴油發動機轉型控股公司，更名洋馬株式會社（Yanmar Co., Ltd.）。
- 2003年－1月，在中國大陸設立洋馬發動機（上海）有限公司。2月，與山東時風集團合辦的山東時風洋馬發動機有限公司設立。
- 2007年－2月，山東時風洋馬發動機更名洋馬發動機（山東）。3月，在香港註冊洋馬工程（香港）有限公司，翌年11月正式成立。
- 2011年－11月，在中國大陸黑龍江省哈爾濱市成立哈爾濱洋馬農業機械有限公司。
- 2013年－4月，以股票轉移方式新設控股公司洋馬控股株式會社（Yanmar Holdings Co., Ltd.）。

## 名稱及商標
1920年代石油發動機試作成功，創辦人山岡孫吉欲用象徵豐收的蜻蜓印記做商標，卻已被靜岡縣醬油機械製造業者登記用於攪拌機，想花450日圓（等同今日225萬日圓）買下商標權，遭社員勸阻並提議以日本蜻蜓種類最大的鬼蜻蜓（Oniyanma）之「蜻蜓」（yanma）命名，且音似山岡的「山」（yama），遂拖長尾音定案為「yanmaa」，英語音譯「Yanmar」。
1929年進軍中國市場，商業名稱「洋馬牌」。二戰後重返兩岸三地，中國大陸跟香港仍譯「洋馬」，臺灣則採「野馬」但坊間慣用「Yanmar」。

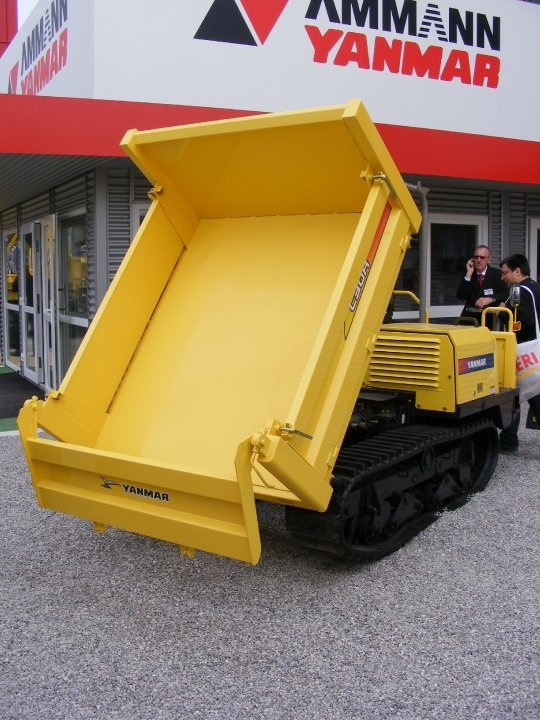
1989年合資的安邁-洋馬採1974年版商標「YANMAR」（字體較1993年版粗）直到2010年改組為洋馬建機全資子公司；展示傾卸機則用2005年版
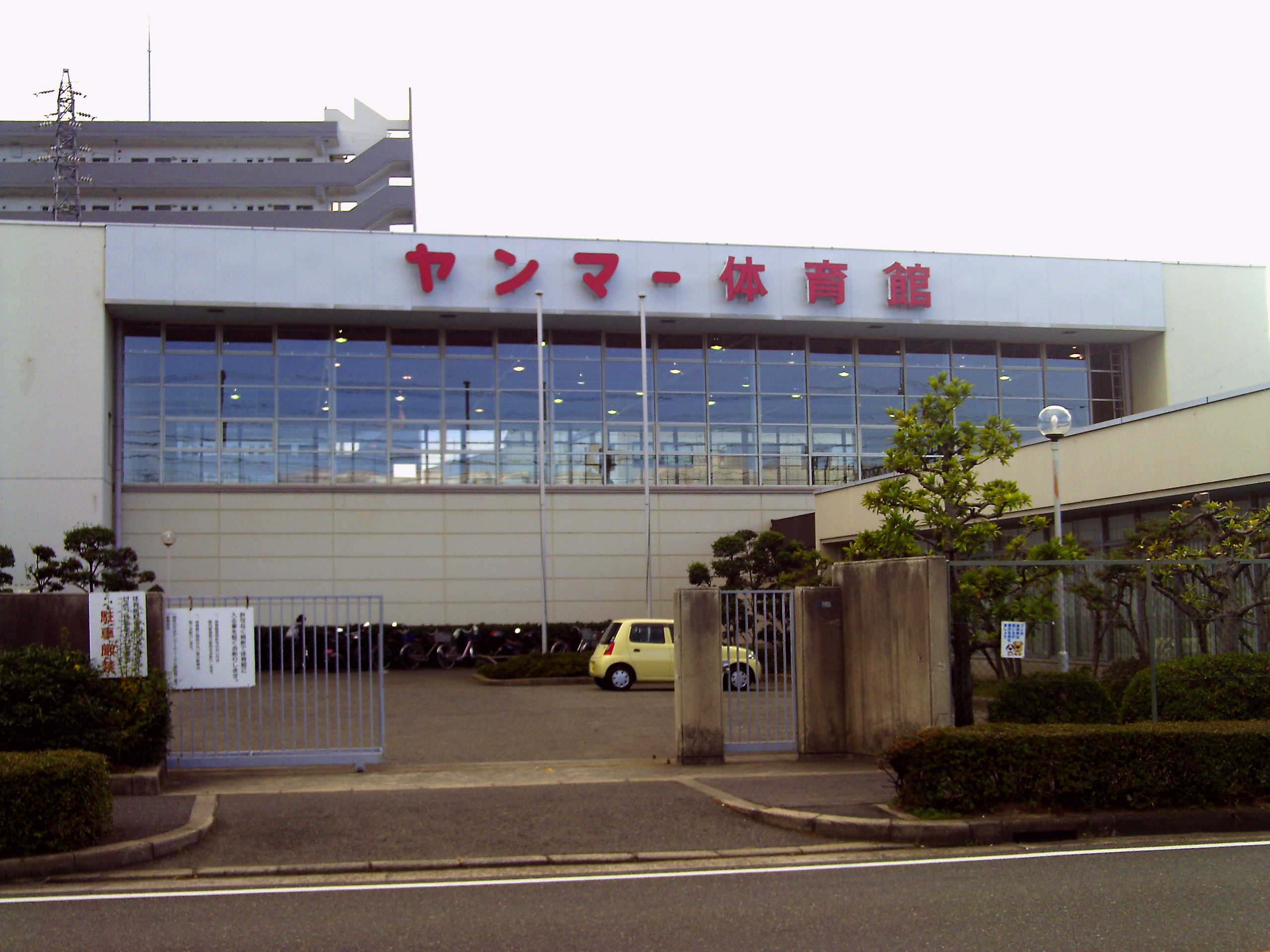
攝於2010年11月的尼崎市洋馬體育館，當時仍用舊版片假名商標
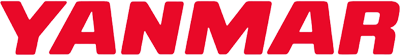
1993年啟用，當時尚有英日文等數種樣式，經2005、2013年整合後僅存的英文商標
2005年3月22日發表的舊版品牌標誌[5][6]
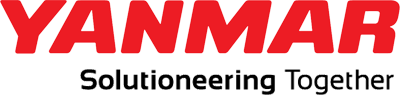
2010年5月19日宣布用在企業形象上結合品牌宣言的舊版商標
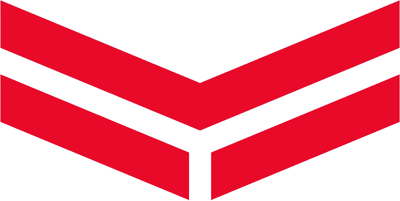
2013年7月25日發表的現行品牌標誌「FLYING-Y」

## 兩岸三地
中國大陸
- 洋馬農機（中国）有限公司（Yanmar Agricultural Equipment (China) Co., Ltd.）
- 哈爾濱洋馬農業機械有限公司（Harbin Yanmar Agricultural Equipment Co., Ltd.）
- 洋馬發動機（上海）有限公司（Yanmar Engine (Shanghai) Co., Ltd.）
- 洋馬發動機（山東）有限公司（Yanmar Engine (Shandong) Co., Ltd.）

香港
- 洋馬工程（香港）有限公司（Yanmar Engineering (HK) Company Limited）

臺灣
- 日商野馬柴油機工程股份有限公司（Yanmar Engineering Co., Ltd.）台灣分公司

## 產品
農業機械
拖拉機、聯合收穫機、插秧機、耕耘機等。
建設機械
小型挖土機等工程車輛、行動發電機、投光機。
能源系統
汽電共生、燃氣熱泵空調系統等。
發動機
船用、小型工業柴油發動機。
船舶
中小型遊艇、漁船等。
零組件
液压机械、傳動輪、船用齒輪箱。

## 外部連結
- 官方网站